# Motörhead (álbum)
Motörhead es el álbum debut de la banda británica de heavy metal Motörhead. Fue lanzado al mercado en septiembre de 1977 por la compañía discográfica Chiswick Records.

## Historia
El 1 de abril de 1977, tras unos años intentando conseguir un contrato discográfico, Motörhead decidió hacer su último concierto en el London Marquee Club. Le pidieron a Ted Carroll, director de Chiswick Records, que grabara el concierto para la posteridad. En vez de grabarlo, ya que no llevó la unidad móvil para ello, le ofreció a la banda grabar un sencillo. Siendo su última oportunidad, grabaron 13 pistas sin concluir en sólo dos días, por lo que Carroll les dejó el estudio unos días más para completarlas. Ocho de estas canciones se editaron en su álbum debut y homónimo. El álbum fue suficiente para asegurarle a la banda continuidad. Pero fue su álbum de 1979, Overkill, el que les dio a conocer.
La portada contaba con Snaggletooth, la calavera que se convertiría en icono de la banda, creada por el artista Joe Petagno. El interior del álbum contenía fotografías de la banda y amigos, junto a agradecimientos de Lemmy, Eddie y Phil.

## Lista de canciones

### Cara A
1. "Motörhead" (Ian Kilmister) – 3:13
2. "Vibrator" (Larry Wallis, Des Brown) – 3:39
3. "Lost Johnny" (Kilmister, Mick Farren) – 4:15
4. "Iron Horse/Born to Lose" (Phil Taylor, Mick Brown, Guy "Tramp" Lawrence) – 5:21

### Cara B
1. "White Line Fever" (Eddie Clarke, Kilmister, Taylor) – 2:38
2. "Keep Us on the Road" (Clarke, Kilmister, Taylor, Farren) – 5:57
3. "The Watcher" (Kilmister) – 4:30
4. "Train Kept A-Rollin'" (Tiny Bradshaw, Howard Kay, Lois Mann) – 3:19

### Pistas adicionales
1. "City Kids" (Wallis, Duncan Sanderson) – 3:24
  - Originalmente Cara B del sencillo Motorhead.
2. "Beer Drinkers and Hell Raisers" (Billy Gibbons, Dusty Hill, Frank Beard) – 3:27
3. "On Parole" (Wallis) – 5:57
4. "Instro" (Clarke, Kilmister, Taylor) – 2:27
5. "I'm Your Witchdoctor" (John Mayall) – 2:58
  - Pistas 10 - 13 originalmeente editados como el EP de 1980 Beer Drinkers and Hell Raisers.

## Banda
- Lemmy (Ian Kilmister) – bajo, voz
- "Fast" Eddie Clarke – guitarra
- Phil "Philthy Animal" Taylor – batería

### Producción
- Productor– John Keen
- Ingeniero – John Burns
- Grabado – Escape Studios en Kent
- Mezclas – Olympic Studios, Londres
- Productores ejecutivos – Motörhead/John Burns
- Logo – Joe Petagno
- Fotografía – Lensy, Motorcycle Irene